# Dorylus leo
Dorylus leo é uma espécie de formiga do gênero Dorylus.